# مشاركة التكلفة
تحدث مشاركة التكلفة في مجال الرعاية الصحية عندما يدفع المرضى جزءًا من تكاليف الرعاية الصحية التي لا يغطيها التأمين الصحي. يختلف الدفع "من الجيب" بين خطط الرعاية الصحية ويعتمد على ما إذا كان المريض يختار أو لا يختار استخدام مقدم الرعاية الصحية المتعاقد مع شبكة خطة الرعاية الصحية. تتضمن أمثلة المدفوعات "من الجيب" المتضمنة في مشاركة تكلفة المدفوعات المشتركة والخصومات والتأمين المشترك.
مشاركة التكاليف في المحاسبة أو المطابقة تعني أن جزءًا من تكاليف المشروع أو البرنامج لا تتحمله وكالة التمويل. يشمل جميع المساهمات، بما في ذلك النقدية والعينية، التي يُقدمها المستلم للجائزة. إذا كانت الجائزة فيدرالية، فإن التكاليف غير الفيدرالية المقبولة فقط هي المؤهلة للمشاركة في التكاليف، ويجب أن تتوافق مع الأحكام الأخرى الضرورية والمعقولة لتحقيق أهداف البرنامج. يتم تضمين جهد تقاسم التكلفة في حساب إجمالي الجهد الملتزم. يُعرَّف الجهد بأنه جزء من الوقت الذي يُقضى في نشاط معين معبرًا عنه كنسبة مئوية من إجمالي نشاط الفرد للمؤسسة. يمكن تدقيق مشاركة التكلفة ويجب أن يكون مسموحًا به بموجب مبادئ التكلفة، ويمكن التحقق منه في السجلات.
آلية مشاركة التكاليف: هي آلية حقيقية لتحديد الوكلاء الذين يجب أن يخدمهم مشروع عام، والمبلغ الذي يجب أن يدفعه كلٌ منهم.